# Paracas (miasto)
Paracas − miasto portowe w Peru, położone w pobliżu Parku Narodowego Paracas (Reserva Nacional de Paracas). Znane z tego, iż 7 września 1820 roku wylądował w nim gen. José de San Martín rozpoczynając marsz dla wyzwolenia Peru.